# Necridio
Los necridios son células de cianobacterias que se sacrifican y mueren, para que un tricoma de cianobacteria pueda dividirse y seguir creciendo. Estas células especializadas son típicas del orden Oscillatoriales aunque también se encuentran presentes en algunos géneros del orden Nostocales.